# Slap Fight
Slap Fight (スラップファイト?), anche pubblicato come Alcon in occidente, è un videogioco sparatutto a scorrimento verticale sviluppato dalla Toaplan e pubblicato dalla Taito. Originariamente pubblicato come arcade, in seguito il gioco è stato convertito per Amstrad CPC, Commodore 64, ZX Spectrum, Sega Mega Drive e altri.